# Церово (дем Суровичево)
Вижте пояснителната страница за други значения на Церово.
Цѐрово или Церѐво (изписване до 1945 година: Цѣрово; на гръцки: Κλειδί, Клид̀и, катаревуса: Κλειδίον, Клид̀ион, до 1926 година Τσέροβο, катаревуса Τσέροβον, Ц̀ерово или Ц̀еровон) е село в Гърция, в дем Суровичево (Аминдео), област Западна Македония.

## География
Селото е разположено на 23 километра югоизточно от град Лерин (Флорина) и на 10 километра северно от демовия център Суровичево (Аминдео) в прохода Кирли дервент между най-източните склонове на Мала река и Малка Нидже.

## История

### Античност
В прохода Кили дервент са открити останки от път от елинистическата епоха, който се е свързвал около Екши Су или Суровичево с Виа Егнация. На хълм в съседство на днешното село има крепост със стени дебели 2,20 метра. Проходът в Античността представлява границата между Линкестида и Македония. Тук според Тукидид в 423 г. пр.н.е. е станала битката между силите на спартанеца Бразид и македонския цар Пердика и силите на линкестидския цар Арабей I.

### В Османската империя
В XIX век Церово е чисто българско село. В 1848 година руският славист Виктор Григорович описва в „Очерк путешествия по Европейской Турции“ Црево като българско село. Според „Етнография на вилаетите Адрианопол, Монастир и Салоника“, издадена в Константинопол в 1878 година и отразяваща статистиката на населението от 1873 година, Церово (Tzérovo) има 30 домакинства със 76 жители българи.
В 1889 година Стефан Веркович пише за Церово:
| „ | ...на самия връх на планината се намира така нареченият Дервент-Килит, ключът на планинския проход, в който има турска беклентия или кула, в която живеят турски войници, пазещи пътниците от разбойници. На практика самите те са разбойници и грабители. Сред малка дъбова гора, недалече от споменатата беклентия е разположено българско село под същото име Килит-Дервент с 30 къщи. Данъкът им е 3100 пиастри, а инание-аскерие 1960 пиастри. Жителите се занимават със земеделие и скотовъдство. | “ |

Според Васил Кънчов („Македония. Етнография и статистика“) в Цѣрово в 1900 година живеят 300 българи християни.
На Етнографската карта на Битолския вилает на Картографския институт в София от 1901 година Джерово е чисто българско село в Леринската каза на Битолския санджак с 54 къщи.
По данни на секретаря на екзархията Димитър Мишев („La Macédoine et sa Population Chrétienne“) в селото има 200 българи екзархисти и 200 патриаршисти като в селото функционират българско и гръцко училище. В селото е отворено българско училище. В края на първото десетилетие на XX век цялото село приема върховенството на Българската екзархия.

### В Гърция
През 1912 година по време Балканската война в Церово влизат гръцки войски и след Междусъюзническата война в 1913 селото попада в Гърция. Гръцкото преброяване от 1913 година показва 402 жители. По време на Първата световна война селото за кратко е освободено на 19 август от части на Осма пехотна тунджанска дивизия в рамките на Леринската настъпателна операция. Но след съглашенското контранастъпление през октомври 1916 година българската армия отстъпва от Церово.
По Ньойския мирен договор Церово остава в Гърция. Боривое Милоевич пише в 1921 година („Южна Македония“), че Церово има 60 къщи славяни християни. Преброяванията от 1920 и 1928 година показват съответно 71 семейства с 399 жители и 492 жители. През 1926 година Церово е прекръстено на Клидион. Жандармерийски доклад от 1931 година съдържа списък на „доказаните българи“ в селото.
Според гръцки документи от 1932 година в селото има 80 „българофонски“ семейства, като 65 от тях „изявени българомислещи“. След разгрома на Гърция от Нацистка Германия през април 1941 година в селото е установена българска общинска власт. В общинския съвет влизат Ташо Попатанасов, Георги Чеганчев, Стефо Колеров, Атанас Данев, Атанас Шулев, Атанас Настев, Михаил Стаев, Георги Гиошков, Стефо Костов и Димков. През 1942 година делегация от Леринско изнася изложение молба до Богдан Филов, в което заявява:
| „ | От село Церово - един е осъден на смърт и присъдата изпълнена и двама души са още в затвора. | “ |

В 1945 година в Церово има 650 българофони, 400 от тях с „негръцко съзнание“ и 200 с „неустановено национално съзнание“.
Церово, за разлика от повечето села в региона, не пострадва значително по време на Гръцката гражданска война, но през 60-те години се засилва емиграцията отвъд океана - в Австралия, САЩ и Канада.
| Име            | Име                | Ново име    | Ново име    | Описание                                      |
| -------------- | ------------------ | ----------- | ----------- | --------------------------------------------- |
| Ристов дол     | Ρίστο Ντόλ         | Ту Христу   | Τού Χρήστου | реката, която минава през Церово              |
| Багрова Родина | Μπάγροβα Ροντίνα   | Баграйка    | Μπραγραίϊκα | връх на СИ от Церово и на И от Баница         |
| Кара Дуру      | Καρά Ντουρού       | Маври Петра | Μαύρη Πέτρα | връх в Радош на ЮЗ от Церово (1008,8 m)       |
| Барата         | Μπάρτα             | Валтос      | Βάλτος      | местност на ЮЗ от Церово, на ЮЗ под Кара Дуру |
| Стърно бърдо   | Στέρνο-Μπόρντο     | Аргалиос    | Άργαλειός   | връх на Ю над Церово (857 m)                  |
| Сирките        | Σίρκιτε            | Ѕиѕифиес    | Τζιτζιφιές  | река на Ю от Церово                           |
| Кирли дервент  | Στενά Κιρλι Δερβέν | Клисура     | Κλεισούρα   | пролом на ЮЗ от Церово                        |

### Преброявания
- 1913 – 402
- 1920 – 399
- 1928 – 492
- 1940 – 620
- 1951 – 636
- 1961 – 468
- 1971 – 261
- 2001 – 139
- 2011 – 66

## Личности
Родени в Церово
- Никола Настев (Попнастев, 1866 – 1929), български просветен деец
- Лечо Настев (Попнастев, Лечо, Леко Церовски, 1879 – 1903), български революционер
- Стефан Настев (Попнастев, 1875 – ?), български революционер

Други
- Сашо Настев (1900 – 1971), български режисьор и писател

Български общински съвет в Церово в 1941 година
- Ташо Попатанасов
- Георги Чеганчев
- Стефо Колеров
- Атанас Данев
- Атанас Шулев
- Атанас Настев
- Михаил Стаев
- Георги Гиошков
- Стефо Костов
- Дамянов[10]